# Glavičine (pećina)
Pećina Glavičine nalazi se na području Dobrih Voda u mjestu Borija kod Kalinovika, BiH.
Ova je pećina 1950-ih bila vrlo često u medijima što je rezultiralo velikim brojem posjetitelja u to vrijeme. Prilikom razgledavanja pećine dio pećinskog nakita je uništen ili oštećen, ipak i uz oštećenja pećina je ostala vrlo bogata pećinskim nakitom. Ističu se stubovi i slivovi različitih boja i oblika.
Geomorfološki je spomenik prirode.